# Liste der nicaraguanischen Botschafter in den Vereinigten Staaten
| Agrément/Ernennung | Akkreditierung (Diplomatie) | Botschafter | Bemerkungen | ernannt von                   | akkreditiert während der Regierung von | Posten verlassen |
| ------------------ | --------------------------- | --- | --- | ----------------------------- | -------------------------------------- | ---------------- |
| 24. Dez. 1849      |                             | Eduardo Carcache | | Norberto Ramírez              | Zachary Taylor                         | 8. Juli 1850     |

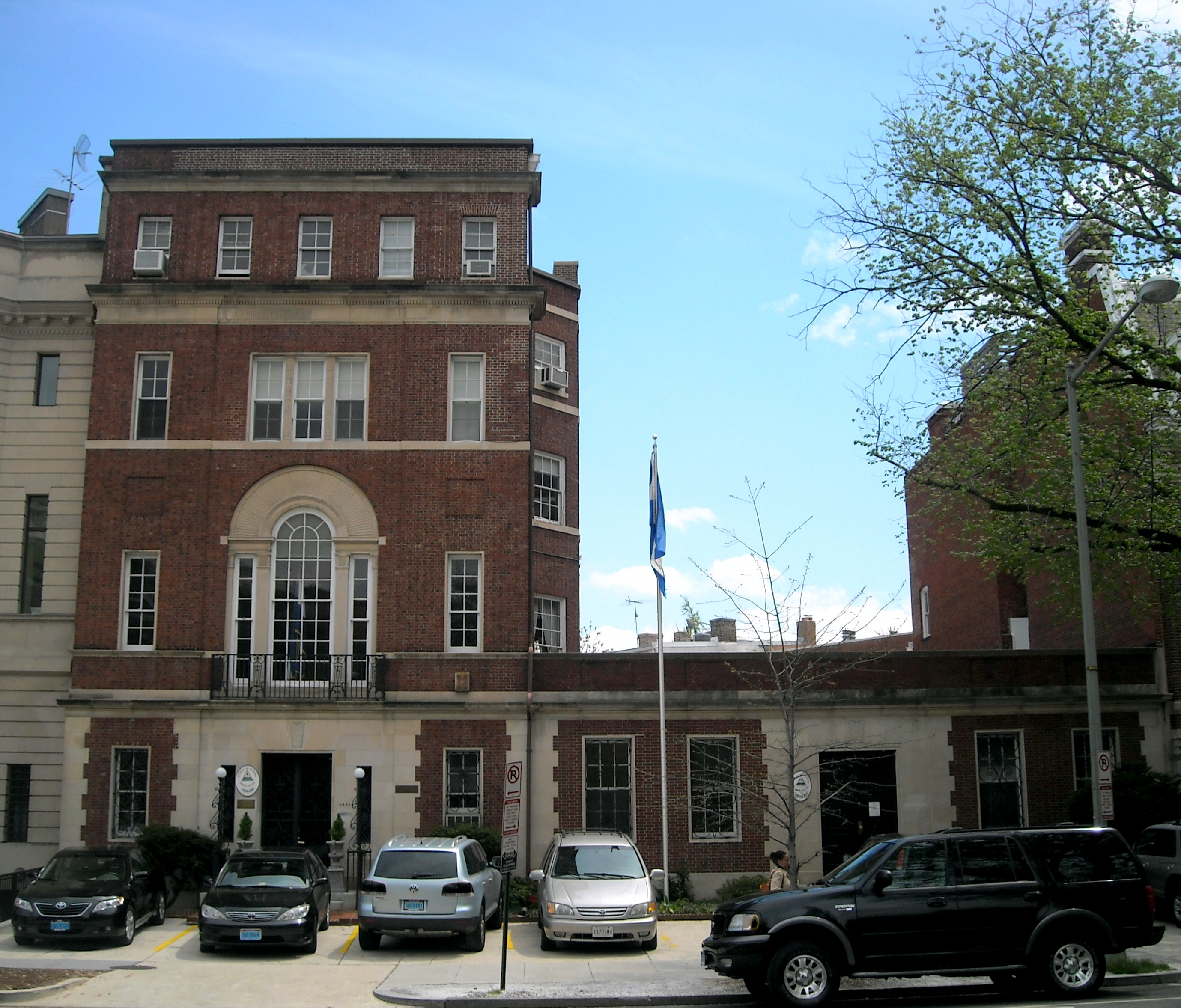
Embassy of Nicaragua in Washington, United States of America – 1627 New Hampshire Ave. N.W. Washington, D.C. 20009.

| 22. Feb. 1851      |                             | José de Marcoleta José de Marcoleta erhielt vom US-Außenministerium die Mitteilung, dass eine weiter offizielle Kommunikation mit ihm ablehnt wird. | Justo Abaunza | Millard Fillmore              | 30. Dez. 1852                          |                  |
| 14. Mai 1856       |                             | Agustin Vigil | | Patricio Rivas                | Franklin Pierce                        | 28. Juni 1856    |
| 1856               |                             | John P. Heiss | (* 1812; † 1865), Geschäftsträger, | Patricio Rivas                | Franklin Pierce                        | 1856             |
| 1856               |                             | Parker H. French | (* 1826 in Kentucky) | Patricio Rivas                | Franklin Pierce                        | 1856             |
| Nov. 1857          |                             | Antonio José de Irisarri | Botschafter Nicaraguas, El Salvadors und Guatemalas in den USA | Tomás Martínez                | James Buchanan                         |                  |
| 1861               |                             | Luis Molina Bedoya | Botschafter Nicaraguas und Honduras | Tomás Martínez                | Abraham Lincoln                        | 1867             |
| 1887               |                             | Horacio Guzman | Generalkonsul: Alexander Isaac Cotheal (* 3. November 1804 in New York City; † 25. Februar 1894); Konsul in New York: Charles Ranlett Flint                                                                         | Evaristo Carazo               | Grover Cleveland                       | 1894             |
| 1. Nov. 1893       |                             | first published Diplomatic List | | José Santos Zelaya            | Grover Cleveland                       |                  |
| 4. Okt. 1893       |                             | Horacio Guzman | außerordentlicher Gesandter und Ministre Plenipotenciario auch von El Salvador | José Santos Zelaya            | Grover Cleveland                       | 1. Jan. 1896     |
| 24. Dez. 1896      |                             | José Dolores Rodriguez | außerordentlicher Gesandter und Ministre plénipotentiaire of the Greater Republic of Central America | José Santos Zelaya            | Grover Cleveland                       | 1. Jan. 1897     |
| 1898               |                             | Luis Felipe Corea | Verhandelte mit John Hay über einen Interozeanischen Kanal durch Nicaragua. | José Santos Zelaya            | William McKinley                       | Jan. 1899        |
| 5. Jan. 1899       | 11. Sep. 1899               | Luis Felipe Corea | Geschäftsträger | José Santos Zelaya            | William McKinley                       |                  |
| 1908               |                             | Pedro Gonzáles | († 1925) | José Santos Zelaya            | Theodore Roosevelt                     |                  |
| 28. Jan. 1909      |                             | Rodolfo Espinoza Ramírez | (* 1876 in Managua; † 1944) Minister Resident | José Madriz                   | William Howard Taft                    | 1909             |
| 25. Okt. 1909      |                             | Felipe Rodríguez | Geschäftsträger | José Madriz                   | William Howard Taft                    | Dez. 1909        |
| 10. Jan. 1911      | Feb. 1911                   | Salvador Castrillo, Junior | | Adolfo Díaz                   | William Howard Taft                    |                  |
| 29. Mai 1913       |                             | Emiliano Chamorro Vargas | Bryan-Chamorro Treaty | Adolfo Díaz                   | Woodrow Wilson                         | 1916             |
| 1. Okt. 1917       |                             | Emiliano Chamorro Vargas | Ramon Enriquez | Geschäftsträger               | Woodrow Wilson                         |                  |
| 5. Jan. 1921       |                             | Alejandro Cesar | | Diego Manuel Chamorro Bolaños | Warren G. Harding                      |                  |
| 6. Juli 1921       |                             | Emiliano Chamorro Vargas | | Diego Manuel Chamorro Bolaños | Warren G. Harding                      |                  |
| 5. Okt. 1923       |                             | Manuel Zavala | Geschäftsträger | Bartolomé Martínez            | Calvin Coolidge                        |                  |
| 17. Juli 1924      |                             | Jose Antonio Tigerino | Geschäftsträger | Bartolomé Martínez            | Calvin Coolidge                        |                  |
| 24. Juli 1925      | 25. Sep. 1925               | Pedro González | | Carlos José Solórzano         | Calvin Coolidge                        |                  |
| 25. Nov. 1925      |                             | Francisco S. Ranasco | Geschäftsträger | Carlos José Solórzano         | Calvin Coolidge                        |                  |
| 5. Jan. 1926       |                             | Salvador Castrillo | | Emiliano Chamorro Vargas      | Calvin Coolidge                        |                  |
| 20. Jan. 1927      |                             | Alejandro Cesar | | Emiliano Chamorro Vargas      | Calvin Coolidge                        |                  |
| 1. Feb. 1929       |                             | Evaristo Carazo | Geschäftsträger | José María Moncada Tapia      | Herbert C. Hoover                      |                  |
| 15. Jan. 1932      |                             | Luis Manuel Debayle | Geschäftsträger | José María Moncada Tapia      | Herbert C. Hoover                      |                  |
| 28. Feb. 1933      |                             | Henri De Bayle | Geschäftsträger | Juan Bautista Sacasa          | Franklin D. Roosevelt                  |                  |
| 30. Dez. 1936      |                             | Henri De Bayle | Minister Resident | Carlos Alberto Brenes Jarquín | Franklin D. Roosevelt                  |                  |
| 24. März 1937      | 12. Apr. 1937               | Carlos Brenes Jarguin | | Anastasio Somoza García       | Franklin D. Roosevelt                  |                  |
| 9. Nov. 1937       | 15. Dez. 1937               | León de Bayle | | Anastasio Somoza García       | Franklin D. Roosevelt                  |                  |
| 4. Mai 1943        |                             | León de Bayle | Gesandtschaft zur Botschaft aufgewertet | Anastasio Somoza García       | Franklin D. Roosevelt                  |                  |
| 19. Apr. 1943      | 4. Mai 1943                 | | | Anastasio Somoza García       | Franklin D. Roosevelt                  |                  |
| 20. Juli 1943      | 30. Juli 1943               | Guillermo Sevilla Sacasa | ab Januar 1958 Dojen des Diplomatischen Corps | Anastasio Somoza García       | Franklin D. Roosevelt                  | 1979             |
| 20. Aug. 1979      |                             | Francisco J. d’Escoto Brockmann | Geschäftsträger | Francisco Urcuyo Maliaños     | Jimmy Carter                           |                  |
| 5. Okt. 1979       | 28. Nov. 1979               | Rafael Solís Cerda | | Francisco Urcuyo Maliaños     | Jimmy Carter                           |                  |
| 8. Apr. 1981       |                             | Francisco J. d’Escoto Brockmann | Geschäftsträger | Francisco Urcuyo Maliaños     | Ronald Reagan                          |                  |
| 2. Dez. 1981       | 16. Apr. 1981               | Carlos Chamorro C. | Geschäftsträger ab 12. Juni 1981 Botschafter | Francisco Urcuyo Maliaños     | Ronald Reagan                          |                  |
| März 1981          |                             | Arturo J. Cruz | [ 10 ] | Francisco Urcuyo Maliaños     | Ronald Reagan                          | Nov. 1981        |
| 9. Feb. 1982       | 16. Feb. 1982               | Francisco Fiallos Navarro | [ 11 ] | Francisco Urcuyo Maliaños     | Ronald Reagan                          |                  |
| 18. Dez. 1982      |                             | Mandel Cordero | Geschäftsträger | Francisco Urcuyo Maliaños     | Ronald Reagan                          |                  |
| 27. Mai 1983       | 16. Juni 1983               | Jose Antonio Jarquin Lopez | [ 12 ] | Francisco Urcuyo Maliaños     | Ronald Reagan                          | 30. Aug. 1984    |
| 30. Aug. 1984      | 26. Nov. 1984               | Carlos Tünnermann Bernheim | | Francisco Urcuyo Maliaños     | Ronald Reagan                          | Juli 1988        |
| 21. Juni 1990      | 7. Aug. 1990                | Ernesto Palazio | [ 13 ] | Violeta Barrios de Chamorro   | George H. W. Bush                      |                  |
| 12. März 1993      | 23. Juni 1993               | Roberto Mayorga Cortes | | Violeta Barrios de Chamorro   | Bill Clinton                           |                  |
| 18. März 1997      | 14. Mai 1997                | Francisco Xavier Aguirre Sacasa | | Arnoldo Alemán                | Bill Clinton                           |                  |
| 6. Dez. 2000       | 7. Dez. 2000                | Alfonso Ortega Urbina | | Arnoldo Alemán                | Bill Clinton                           |                  |
| 16. Mai 2002       | 19. Juni 2002               | Carlos Jose Ulvert Sanchez | | Enrique Bolaños Geyer         | George W. Bush                         |                  |
| 20. Nov. 2003      | 4. Dez. 2003                | Salvador Emilio Stadthagen Icaza | | Enrique Bolaños Geyer         | George W. Bush                         |                  |
| 21. Feb. 2007      | 27. Feb. 2007               | Arturo Jose Cruz Sequeira | [ 14 ] | Daniel Ortega Saavedra        | George W. Bush                         | 2009             |
| 29. Apr. 2006      |                             | Joaquin Cuadra Zavala | Geschäftsträger | Enrique Bolaños Geyer         | George W. Bush                         |                  |
| 7. Aug. 2008       |                             | Diego Manuel Chamorro | | Daniel Ortega Saavedra        | George W. Bush                         |                  |
| 15. Apr. 2009      |                             | Juan Bautista Sacasa Gómez | (* 22. Oktober 1944 in Managua), Sohn von Fermine Zenaida Gómez Argüello und Roberto Sacasa Argüello. 1998: Botschafter in Helsinki, 2000: Botschafter in Moskau, Juli 2001: Ambassador to the Court of St James’s. | Daniel Ortega Saavedra        | Barack Obama                           |                  |
| 23. Juni 2010      | 28. Juni 2010               | Francisco Obadiah Campbell Hooker | Bruder von Lumberto Campbell |                               | Barack Obama                           |                  |